# Geopelia
Geopelia es un género de aves columbiformes de la familia Columbidae. 

## Especies
Se reconocen cinco especies de Geopelia:
- Tortolita diamante - Geopelia cuneata  (Latham, 1802)
- Tortolita estriada o tórtola cebrita - Geopelia striata  (Linnaeus, 1766)
- Tortolita plácida - Geopelia placida  (Gould 1844)
- Tortolita de Timor - Geopelia maugeus  (Temminck, 1809)
- Tortolita humeral - Geopelia humeralis  (Temminck, 1821)